# Selfocracy
Selfocracy è il primo album in studio del cantante belga Loïc Nottet, pubblicato nel 2017.

## Tracce
1. Selfocracy – 3:06
2. Mud Blood – 3:04
3. Team8 – 3:23
4. Dirty (featuring Lil Trip) – 3:40
5. Million Eyes – 4:13
6. Whisperers – 3:05
7. Poison (featuring Shogun) – 6:39
8. Cure – 4:13
9. Wolves (featuring Raphaella) – 3:18
10. Hungry Heart – 3:12
11. Peculiar and Beautiful – 2:00
12. Mirror – 5:08